# Războiul celor Trei Henrici
Războiul celor Trei Henrici a fost o rebeliune a trei conducători din Germania medievală, toți având numele de Henric, declanșată împotriva împăratului Otto al II-lea în anul 977.
Într-un moment în care împăratul Otto al II-lea se afla într-o campanie împotriva lui Boleslav al II-lea al Boemiei, în Bavaria a izbucnit o conspirație împotriva sa. Conspiratorii —Henric I, episcop de Augsburg; ducele Henric al II-lea "cel Certăreț" de Bavaria, recent depus; și ducele Henric I de Carintia— aveau de asemenea sprijinul Bisericii. Aliat cu ducele Otto I de Suabia și de Bavaria, regele Otto a pornit în marș mai întâi asupra orașului Passau, aflat în mâinile rebelilor. În septembrie orașul s-a predat ca urmare tacticilor de asediu ale sale, care includea și construirea unui pod de bărci. La întrunirea de Paște a curții regale din 978, ținută la Magdeburg, cei trei răsculați au fost pedepsiți. Cei doi duci au fost surghiuniți, ducele de Carintia pierzându-și ducatul în favoarea lui Otto, fiul ducelui Conrad de Lorena. Episcopul a fost închis până în luna iulie. Principalul rezultat al acestui conflict l-a constituit subjugarea completă a Bavariei.